# Roland Richter (Politiker, 1963)
Roland Richter (* 9. August 1963 in Salzburg) ist ein ehemaliger deutscher Politiker (CSU) und war Abgeordneter des Bayerischen Landtags.

## Ausbildung und Beruf
Roland Richter wuchs in Freilassing auf und besuchte das Gymnasium in Laufen. Seinen Wehrdienst leistete er in Bad Reichenhall ab. Es folgte ein Studium in München des Bauingenieurwesens und der Architektur. Er beendete seine Studienzeit mit dem Abschluss als Diplomingenieur. Als Architekt übernahm er das Ingenieurbüro seiner Eltern mit Sitz in Freilassing. Heute arbeitet er in diesem Büro als Geschäftsführer und leitet den 30-Mann-Betrieb, der weitere Niederlassungen in Passau und bei Rosenheim hat. Er ist römisch-katholisch und hat zwei Kinder.

## Politik
Roland Richter trat 1989 in die CSU ein. Für seine Partei ist er seit 1996 als Stadtrat in Freilassing und als Kreisrat im Landkreis Berchtesgadener Land tätig. Er war von 2002 bis 2011 CSU-Kreisvorsitzender.
Von Oktober 2003 bis September 2013 war Roland Richter Mitglied des Landtags. Dort saß er für seine Fraktion als Mitglied im Ausschuss für Wirtschaft, Infrastruktur, Verkehr und Technologie und im Ausschuss für Hochschule, Forschung und Kultur. Bei der Bayerischen Landtagswahl im September 2008 schaffte er trotz der großen Stimmverluste der CSU wieder den Einzug ins Parlament als Direktkandidat des Stimmkreises Berchtesgadener Land (Wahlkreis Oberbayern).